# Branco van den Boomen
Branco van den Boomen (Veldhoven, 21 juli 1995) is een Nederlands voetballer die bij voorkeur als centrale middenvelder speelt. Hij is een neef van Clint Leemans met wie hij bij RKVVO begon met voetballen en is vernoemd naar de Braziliaanse vrijetrappenspecialist Branco. Hij verruilde Toulouse per 1 juli 2023 voor Ajax.

## Clubcarrière

### Ajax
Van den Boomen tekende op 4 maart 2011 een driejarig contract bij Ajax. Hij kwam over van de jeugdopleiding van Willem II/RKC Waalwijk.
Hij debuteerde op 11 november 2013 in het betaald voetbal voor Jong Ajax in de Jupiler League tegen De Graafschap. Hij viel na 63 minuten in voor mede-debutant Chengkuai Wang. Jong Ajax verloor in eigen huis met 1-2 na doelpunten van Piotr Parzyszek en Anco Jansen. Enkel Sam Hendriks was trefzeker voor Jong Ajax. Van den Boomen scoorde op 31 januari 2014 zijn eerste officiële doelpunt in het betaald voetbal. In de Jupiler League wedstrijd uit bij SC Telstar scoorde hij in de derde minuut de openingstreffer, uiteindelijk werd de wedstrijd met 3-1 verloren. Sinds januari 2014 behoort Van den Boomen tot de selectie van Jong Ajax. Na afloop van de laatste training van Jong Ajax op 16 mei 2014 meldde Ajax via de officiële website dat Van den Boomen zou vertrekken bij Ajax, wat betekende dat zijn aflopende contract niet werd verlengd.

### FC Eindhoven
Op 20 juni 2014 werd bekendgemaakt dat Van den Boomen transfervrij de overstap maakte naar FC Eindhoven, waar hij een driejarig contract tekende. Van den Boomen maakte op 16 augustus 2014 zijn debuut voor FC Eindhoven in de Jupiler League thuiswedstrijd tegen FC Emmen die met 3-0 werd gewonnen. Van den Boomen verving in de 88e minuut Tibeau Swinnen. In de met 5-0 gewonnen Jupiler League uitwedstrijd tegen Telstar scoorde Van den Boomen in de tweede helft zijn eerste officiële doelpunt voor FC Eindhoven.

### sc Heerenveen
Op 30 juni 2015 tekende Van den Boomen een driejarig contract bij Eredivisionist sc Heerenveen. Op 11 augustus 2015 maakte hij zijn Eredivisie debuut voor Heerenveen in de thuiswedstrijd tegen De Graafschap die met 3-1 werd gewonnen. Hij kwam de hele wedstrijd in actie. In het Eredivisie-uitduel tegen Roda JC op 3 april 2016 scoorde hij zijn eerste doelpunt voor Heerenveen. Met zijn doelpunt in de blessuretijd werd hij de matchwinner.

### Verhuur aan Willem II
Op 10 augustus 2016 werd bekend dat Van den Boomen gedurende het seizoen 2016/17 verhuurd zou worden aan zijn oude club Willem II. Zijn debuut voor Willem II volgde vier dagen later in de uitwedstrijd tegen Heracles Almelo die met 3-1 werd verloren.

### FC Eindhoven
Op 1 juli 2017 keerde Van den Boomen transfervrij terug bij FC Eindhoven, waar hij zich ontpopte tot een belangrijke basisspeler. In 76 wedstrijden was hij goed voor 17 doelpunten en 18 assists in de Eerste divisie.

### De Graafschap
Op 28 augustus 2019 werd bekend dat hij voor € 300.000,- naar De Graafschap zou vertrekken. Hij maakte zijn debuut in de uitwedstrijd tegen TOP Oss (0-0), waarin hij minuten maakte als invaller. Tijdens dit seizoen speelde Van den Boomen 25 competitiewedstrijden, waarin hij 5 doelpunten maakte en 10 assists gaf.

### Toulouse
Op 7 augustus 2020 maakte Van den Boomen een transfer naar Toulouse in de Franse Ligue 2. Hij werd daarmee de tweede Nederlander in dienst van de Franse club, na Rob Rensenbrink. Na twee seizoen op het tweede niveau van Frankrijk te hebben gespeeld, promoveerde hij in 2022 met de club naar de Ligue 1. Dit was mede te danken aan de 12 doelpunten en 21 assists van Van den Boomen. Het leverde hem tevens de titel van Ligue 2 Speler van het Jaar op en een uitverkiezing in het Ligue 2 Team van het Jaar.
Ook op het hoogste Franse niveau slaagde de middenvelder erin zijn stempel te drukken. Met vijf doelpunten en acht assists had Van den Boomen een belangrijk aandeel in de dertiende plek van Toulouse. Ook in de Franse beker droeg hij zijn steentje bij. Met een doelpunt en vijf assists deelde hij in grote mate mee in de winst van de Coupe de France. Het was de eerste keer in de clubgeschiedenis dat Toulouse het Franse bekertoernooi won.

### Terugkeer naar Ajax
In de zomer van 2023 liep het contract van Van den Boomen af. Toulouse wilde graag langer met hem door, maar de middenvelder koos voor een transfervrije overstap naar Ajax per 1 juli 2023. Hij was een van de spelers die werden geselecteerd door technisch directeur Sven Mislintat. Zijn officiële debuut volgde tijdens de eerste competitiewedstrijd op 12 augustus tegen Heracles. Op 25 augustus kwam hij voor het eerst in zijn carrière in Europees verband in actie, tijdens een kwalificatiewedstrijd voor de Europa League, uit tegen Ludogorets. Hij werd onderdeel van een sterk vernieuwd en verjongd Ajax, dat de competitie zeer slecht startte, en na 29 oktober 2023 zelfs korte tijd op de laatste positie van de ranglijst stond. In zijn eerste seizoen bij Ajax kreeg hij redelijk veel speeltijd.
In het seizoen 2024/25 kreeg hij minder speeltijd omdat de nieuwe trainer Francesco Farioli meestal koos voor Jordan Henderson in plaats van Van den Boomen op de positie van verdedigende middenvelder.

## Carrièrestatistieken
| Seizoen | Club          | Competitie     | Competitie | Competitie | Beker | Beker | Internationaal | Internationaal | Totaal | Totaal |
| Seizoen | Club          | Competitie     | Wed.       | Dlp.       | Wed.  | Dlp.  | Wed.           | Dlp.           | Wed.   | Dlp.   |
| ------- | ------------- | -------------- | ---------- | ---------- | ----- | ----- | -------------- | -------------- | ------ | ------ |
| 2013/14 | Jong Ajax     | Eerste divisie | 15         | 1          | —     | —     | —              | —              | 15     | 1      |
| 2014/15 | FC Eindhoven  | Eerste divisie | 39         | 4          | 1     | 0     | —              | —              | 40     | 4      |
| 2015/16 | sc Heerenveen | Eredivisie     | 23         | 1          | 0     | 0     | —              | —              | 23     | 1      |
| 2016/17 | → Willem II   | Eredivisie     | 8          | 0          | 1     | 0     | —              | —              | 9      | 0      |
| 2017/18 | FC Eindhoven  | Eerste divisie | 37         | 2          | 2     | 0     | —              | —              | 39     | 2      |
| 2018/19 | FC Eindhoven  | Eerste divisie | 36         | 11         | 1     | 0     | —              | —              | 37     | 11     |
| 2019/20 | FC Eindhoven  | Eerste divisie | 3          | 4          | 0     | 0     | —              | —              | 3      | 4      |
| 2019/20 | De Graafschap | Eerste divisie | 24         | 5          | 1     | 0     | —              | —              | 25     | 5      |
| 2020/21 | Toulouse      | Ligue 2        | 38         | 5          | 2     | 0     | —              | —              | 40     | 5      |
| 2021/22 | Toulouse      | Ligue 2        | 37         | 12         | 4     | 0     | —              | —              | 41     | 12     |
| 2022/23 | Toulouse      | Ligue 1        | 35         | 5          | 5     | 1     | —              | —              | 40     | 6      |
| 2023/24 | Ajax          | Eredivisie     | 21         | 2          | 0     | 0     | 8              | 1              | 29     | 3      |
| 2024/25 | Ajax          | Eredivisie     | 9          | 0          | 0     | 0     | 11             | 2              | 20     | 2      |
| TOTAAL  | TOTAAL        | TOTAAL         | 325        | 51         | 17    | 1     | 19             | 3              | 361    | 55     |

Bijgewerkt t/m 6 december 2024.

## Interlandcarrière

### Jeugdelftallen
Van den Boomen begon als jeugdinternational bij het Nederlands elftal onder 15 jaar. Voor dit team debuteerde hij op 17 maart 2010. Op die dag werd met 4–2 gewonnen van de leeftijdsgenoten uit België. Van den Boomen nam in deze wedstrijd twee doelpunten op zijn rekening. Hij doorliep vervolgens voor alle jeugdelftallen.
Van den Boomen maakte deel uit van de selectie die actief was op het EK 2012 onder 17 in Slovenië. Tijdens dit EK kwam Van den Boomen in actie in het groepsfase duel met gastland Slovenië (3-1 winst) en in de finale tegen Duitsland –17 die na strafschoppen werd gewonnen.
Op 21 augustus 2015 maakte bondscoach Fred Grim bekend dat Van den Boomen behoorde tot de 39-koppige voorselectie van Jong Oranje voor de EK-kwalificatie wedstrijden met Jong Cyprus en Jong Turkije.
| Jeugdinterlands van Branco van den Boomen | Jeugdinterlands van Branco van den Boomen | Jeugdinterlands van Branco van den Boomen | Jeugdinterlands van Branco van den Boomen | Jeugdinterlands van Branco van den Boomen | Jeugdinterlands van Branco van den Boomen |
| Team                                      | Datum                                     | Wedstrijd                                 | Uitslag                                   | Soort Wedstrijd                           | Goals                                     |
| Als speler bij Willem II                  | Als speler bij Willem II                  | Als speler bij Willem II                  | Als speler bij Willem II                  | Als speler bij Willem II                  | Als speler bij Willem II                  |
| ----------------------------------------- | ----------------------------------------- | ----------------------------------------- | ----------------------------------------- | ----------------------------------------- | ----------------------------------------- |
| Onder 15                                  | 17 maart 2010                             | België - Nederland                        | 2 – 4                                     | Vriendschappelijk                         | 2                                         |
| Onder 15                                  | 13 april 2010                             | Nederland - Ierland                       | 2 – 0                                     | Vriendschappelijk                         |                                           |
| Onder 15                                  | 15 april 2010                             | Nederland - Ierland                       | 2 – 1                                     | Vriendschappelijk                         |                                           |
| Onder 16                                  | 28 oktober 2010                           | Frankrijk - Nederland                     | 1 – 2                                     | 12e Tournoi Val de Marne '10              |                                           |
| Onder 16                                  | 4 februari 2011                           | Nederland - Portugal                      | 2 – 0                                     | Int. jeugdtoernooi Portugal '11           |                                           |
| Onder 16                                  | 6 februari 2011                           | Nederland - Israël                        | 4 – 1                                     | Int. jeugdtoernooi Portugal '11           |                                           |
| Onder 16                                  | 8 februari 2011                           | Italië - Nederland                        | 1 – 1                                     | Int. jeugdtoernooi Portugal '11           |                                           |
| Onder 17                                  | 2 maart 2011                              | Nederland - België                        | 2 – 0                                     | Vriendschappelijk                         |                                           |
| Als speler bij Ajax                       |                                           |                                           |                                           |                                           |                                           |
| Onder 17                                  | 14 september 2011                         | Duitsland - Nederland                     | 2 – 0                                     | Vier-Nationen-Turnier                     |                                           |
| Onder 17                                  | 19 september 2011                         | Israël - Nederland                        | 1 – 3                                     | Vier-Nationen-Turnier                     | 1                                         |
| Onder 17                                  | 26 oktober 2011                           | Nederland - Bosnië en Herzegovina         | 3 – 0                                     | Kwalificatie EK 2012                      | 1                                         |
| Onder 17                                  | 28 oktober 2011                           | Letland - Nederland                       | 1 – 4                                     | Kwalificatie EK 2012                      | 1                                         |
| Onder 17                                  | 31 oktober 2011                           | Nederland - Engeland                      | 0 – 1                                     | Kwalificatie EK 2012                      |                                           |
| Onder 17                                  | 2 februari 2012                           | Nederland - Frankrijk                     | 1 – 0                                     | XXXV Torneio Int. do Algarve '12          |                                           |
| Onder 17                                  | 4 februari 2012                           | Engeland - Nederland                      | 2 – 2                                     | XXXV Torneio Int. do Algarve '12          |                                           |
| Onder 17                                  | 6 februari 2012                           | Portugal - Nederland                      | 2-0                                       | XXXV Torneio Int. do Algarve '12          |                                           |
| Onder 17                                  | 24 maart 2012                             | Ierland - Nederland                       | 1 – 2                                     | Kwalificatie EK 2012                      |                                           |
| Onder 17                                  | 27 maart 2012                             | Nederland - Servië                        | 1 – 1                                     | Kwalificatie EK 2012                      |                                           |
| Onder 17                                  | 4 mei 2012                                | Slovenië - Nederland                      | 1 – 3                                     | EK 2012                                   |                                           |
| Onder 17                                  | 16 mei 2012                               | Duitsland - Nederland                     | 1 – 1 (4 – 5 ns)                          | EK 2012                                   |                                           |
| Onder 18                                  | 11 september 2012                         | Nederland - Verenigde Staten              | 2 – 4                                     | Vriendschappelijk                         |                                           |
| Onder 18                                  | 15 oktober 2012                           | Nederland - Oostenrijk                    | 0 – 2                                     | Vriendschappelijk                         |                                           |
| Onder 18                                  | 14 november 2012                          | Nederland - Turkije                       | 1 – 4                                     | Vriendschappelijk                         |                                           |
| Onder 19                                  | 5 maart 2014                              | Nederland - Spanje                        | 2 – 1                                     | Vriendschappelijk                         | 1                                         |
| Als speler bij FC Eindhoven               |                                           |                                           |                                           |                                           |                                           |
| Onder 20                                  | 9 oktober 2014                            | Nederland - Turkije                       | 2 – 2                                     | 4-landentoernooi Nederland '14            |                                           |
| Onder 20                                  | 13 oktober 2014                           | Nederland - Duitsland                     | 1 – 1                                     | 4-landentoernooi Nederland '14            |                                           |

## Erelijst

### MetNederlands elftal onder 17
| Competitie        | Aantal | Jaren |
| ----------------- | ------ | ----- |
| Europees kampioen | 1x     | 2012  |

### MetToulouse FC
| Competitie                       | Aantal | Jaren   |
| -------------------------------- | ------ | ------- |
| Ligue 2                          | 1x     | 2021/22 |
| UNFP Ligue 2 Team van het Jaar   | 1x     | 2021/22 |
| UNFP Ligue 2 Speler van het Jaar | 1x     | 2021/22 |
| Coupe de France                  | 1x     | 2022/23 |